# Jean Cox (sculpteur)
Pour les articles homonymes, voir Cox.
Jean Cox est un sculpteur anversois né à Anvers vers 1653, et mort à Nantes le 5 décembre 1723.

## Biographie
Il est possible de préciser son année de naissance de Jean Cox grâce à son acte de mariage en 1686 où écrit qu'il a 33 ans. Il serait donc né vers 1653. 
Son mémoire justificatif qu'il présente le 26 septembre 1686 pour être admis à la jurande de Clermont permet de connaître sa formation. Il a été apprenti dans l'atelier de Mathieu van Beveren, sculpteur flamand dans toutes sortes de matériaux, ivoire, marbre, pierre, stuc ou bois. Jean Cox a sculpté le bois et la pierre. Il s'est formé ensuite à Lyon, à Paris en 1675, dans la vallée du Rhône, à Brioude, à La Chaise-Dieu en 1683.
Christophe de La Tullaye lui a attribué deux grands anges au corps engainé, vestiges d'un monument important, conservés dans la sacristie de la basilique Saint-Julien de Brioude, qui présentent des analogies avec les figures qu'il a sculptées à l'abbaye de La Chaise-Dieu.

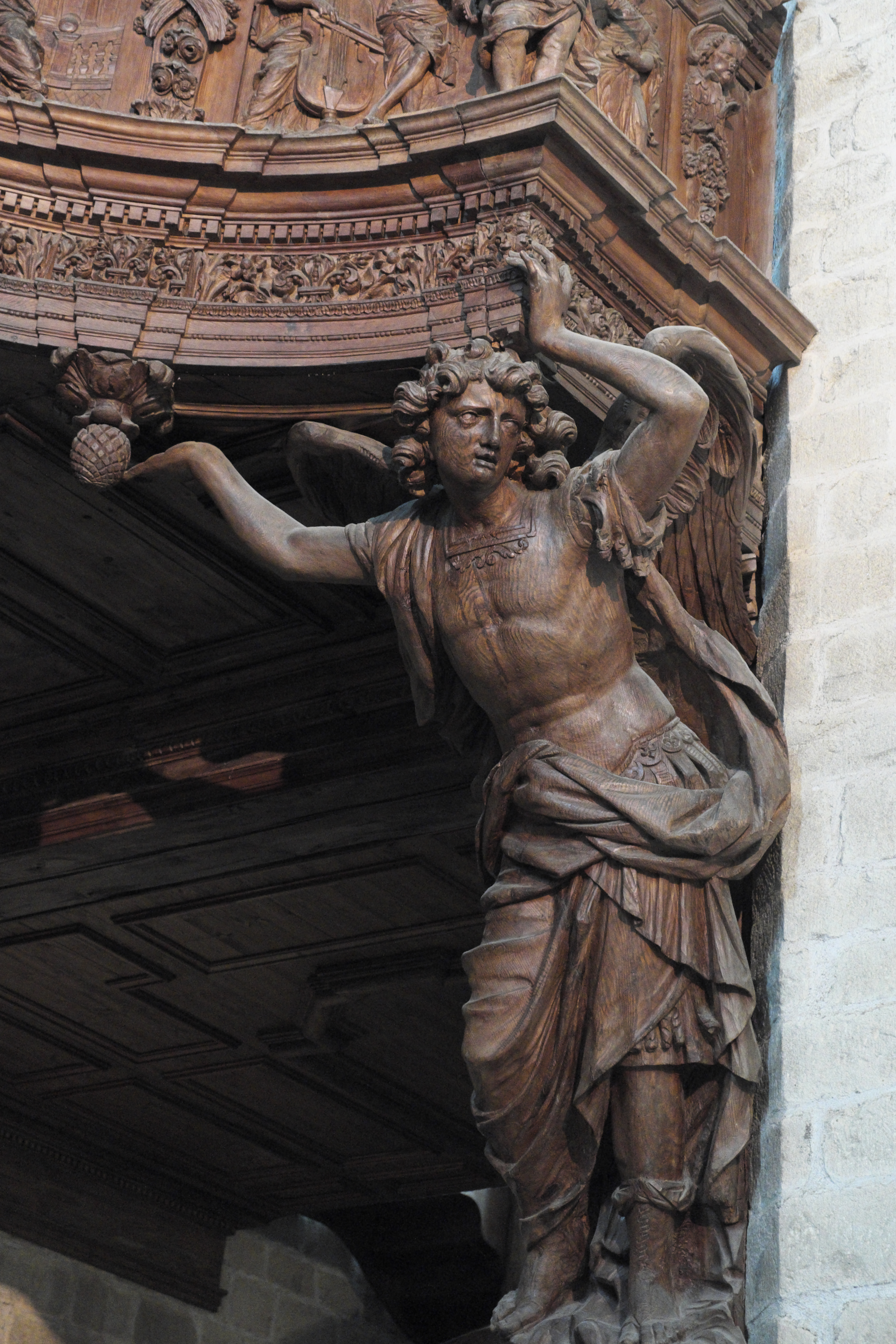
Un ange supportant la tribune des orgues de l'abbatiale de La Chaise-Dieu

À la Chaise-Dieu, Jean Cox a réalisé en 1683 la tribune des orgues de l'abbatiale commandées par l'abbé commendataire Hyacinthe Serroni dont on peut voir les armoiries de part et d'autre de la tribune. Jean Cox a incisé son nom sur deux grands anges qui portent la tribune. Il a aussi réalisé le buffet de positif. La plupart des figures de la tribune sont à l'antique.
Après La Chaise-Dieu, Jean Cox s'installe à Clermont en 1686 où il accède à la maîtrise et se marie avec Geneviève Paquin, fille du sculpteur Pierre Paquin. Son fils, Pierre, y est né en 1688. Il a résidé à Clermont jusqu'en 1695.
Il apparaît à Montluçon à partir de 1694. Son fils Jean-Baptiste y né en 1696, ses filles Marguerite, Catherine et Marie-Geneviève, en 1698, 1700 et 1703. Il y est reçu avec sa femme dans la confrérie Sainte-Anne et Saint-Joachim. Samuel Gibiat a édité les marchés passés par Jean Cox. Il passe le 10 août 1694 un marché de dorure et de restauration du retable de la chapelle Saint-Rémy à Saint-Sauvier (Allier), le grand retable en bois doré de la nef latérale de l'église Notre-Dame de Montluçon. D'autres statues de l'église Saint-Pierre de Montluçon lui sont données. Il est encore à Montluçon en 1706 quand il signe et date une statue de Vierge à l'Enfant. Samuel Gibiat lui attribue six statues en bois de saints franciscains réalisées pour le couvent de Clarisses se trouvant dans la cathédrale de Moulins, mais cette attribution est repoussée par Christophe de La Tullaye.

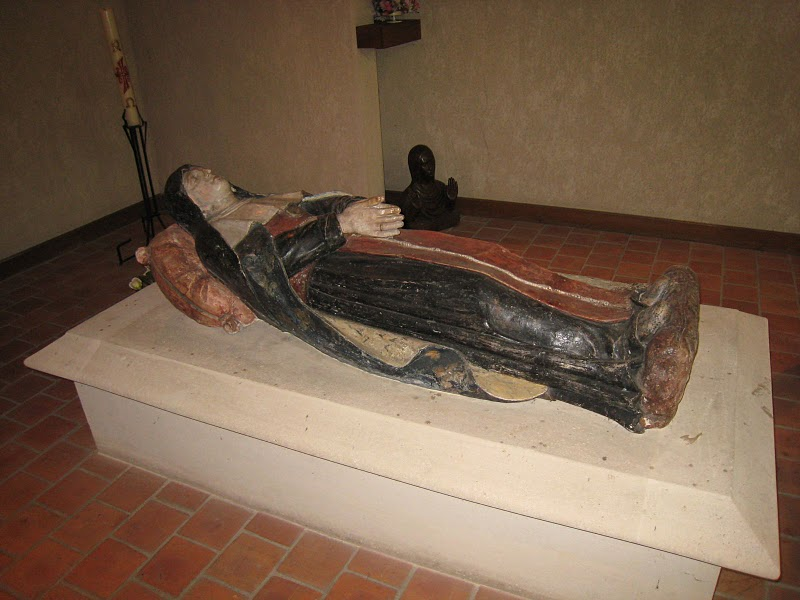
Gisant de sainte Jeanne de France dans le couvent de l'Annonciade de Bourges

Après Montluçon, Jean Cox se trouve dans le Berry, à Issoudun. En 1709, il exécute le retable et le tabernacle en bois doré de l'église de Dun-le-Poëlier. Une inscription à l'arrière donne la date de réalisation et les noms du sculpteur, du menuisier G. Picot, du doreur Antoine Valuche. Il loue une maison à Bourges en 1711. Les religieuses de l'Annonciade lui passent le commande d'un nouveau gisant de sainte Jeanne de France, morte en 1505, signé par Cox sur le coussin. En 1714, le chapitre de la Sainte-Chapelle de Bourges, après l'incendie de 1693, lui a passé la commande d'une statue en pierre du Christ sauveur pour le portail et de la restauration des statues agenouillées de Jean de Berry et de Jeanne de Boulogne, des gisants et des apôtres, aujourd'hui dans la cathédrale Saint-Étienne. En 1717, il travaille au tabernacle de l'ancienne église Saint-Jean-des-Champs à Bourges où il répare les statuettes mutilées.
Son fils Pierre (1688-1719) s'est marié à Nantes en janvier 1713. Jean-Baptiste (1696-1732) y a été sculpteur comme son frère. Jean Cox meurt à Nantes le 5 décembre 1723.